# Ератира
Ератира (грч. Εράτυρα) је насељено место у општини Горуша у периферији Западна Македонија, Грчка. Према попису из 2021. године било је 738 становника.
Према бугарском географу и историчару, Василу Канчову, у Ератири је 1900. године живело 2.300 Грка. Ератира се налази у области Населица, која је некада била насељена словенским становништвом које је касније хеленизовано. Село се раније звало Селица.
Из Ератире је пореклом Радомир Шапер, српски универзитетски професор, спортиста и политичар.